# Heterops dimidiatus
Heterops dimidiatus är en skalbaggsart som först beskrevs av Louis Alexandre Auguste Chevrolat 1838.  Heterops dimidiatus ingår i släktet Heterops och familjen långhorningar.
Artens utbredningsområde är:
- Bahamas.
- Kuba.

Inga underarter finns listade i Catalogue of Life.